# Pepita Tudó
Josefa Petra Francisca de Paula de Tudó y Catalán, Alemany y Luesia, znana jako Pepita Tudó lub Josefina Tudó (ur. 19 maja 1779 w Kadyksie, zm. 20 września 1869 w Madrycie) – hiszpańska szlachcianka znana z wieloletniego związku z Manuelem Godoyem, pierwszym sekretarzem stanu Karola IV i faworytem królowej Marii Ludwiki Parmeńskiej.

## Życiorys
Pepita Tudó urodziła się w Kadyksie, szybko została półsierotą, kiedy jej ojciec artylerzysta Antonio de Tudó y Alemany zginął w walce. Jej matka Catalina udała się do Manuela Godoya prosząc o interwencję w sprawie miejscowego zatargu. Godoy był znany z tego, że korzystając ze swojej pozycji sekretarza stanu wykorzystywał kobiety seksualnie, zwłaszcza kiedy zwracały się do niego o pomoc (nierzadko wysyłane na dwór przez swoich mężów lub krewnych). Ostatecznie Catalina i jej trzy córki: Pepita, która miała wtedy 16 lat, Magdalena i Socorro zamieszkały w domu Godoya.
Pepita została kochanką Godoya około 1800. W tym samym roku królowa Maria Ludwika Parmeńska, sama zauroczona Godoyem, zaaranżowała jego małżeństwo z infantką Marią Teresą Burbon, przyszłą hrabiną Chinchón. Miała przy tym nadzieję, że odciągnie to jego uwagę od Pepity. Dzięki małżeństwu wzrósł społeczno-ekonomiczny status Godoya, a Maria Teresa odzyskała przywileje utracone przez małżeństwo morganatyczne jej ojca, Ludwika Antoniego Burbona.
Małżeństwo z infantką nie było jednak udane, przy tym Godoy nie ukrywał swojego związku z Pepitą. Hiszpański polityk i człowiek oświecenia Gaspar Melchor de Jovellanos dał wyraz swojemu zgorszeniu, kiedy zaproszony przez Godoya na kolację zobaczył go siedzącego przy stole z żoną po jednej stronie i Pepitą Tudó po drugiej.
Pepita miała z Godoyem dwóch synów: Manuela Luisa de Godoy de Bassano y Tudó (ur. 29 marca 1805, zm. 24 sierpnia 1871), który odziedziczył tytuł matki, oraz Luisa de Godoy de Bassano y Tudó (ur. 1807, zm. 1818). W 1807 pod wpływem Godoya Karol IV nadał Josefinie Tudó tytuły: hrabiny de Castillo Fiel i wicehrabiny de Rocafuerte. Kiedy w 1808 Godoy został powtórnie pozbawiony urzędu i jako banita wyjechał do Paryża, Pepita pojechała za nim. Godoy przepisał na nią wszystkie swoje dobra w obawie przed konfiskatą. Wynajęli pałacyk przy ulicy Saint-Honoré i dom na wsi w Montigny. W 1828 roku, krótko po śmierci Marii Teresy, Godoy pospiesznie poślubił Pepitę, aby ta mogła ubiegać się o jego dobra. Wcześniej podejrzewano, że Pepita i Godoy potajemnie zawarli małżeństwo, zanim ten poślubił Marię Teresę.
W 1834 po śmierci Ferdynanda VII Pepita wróciła do Madrytu, aby starać się o przywrócenie skonfiskowanych dóbr Godoya. Nigdy już do Paryża nie wróciła. Ostatecznie, królowa Izabela II Hiszpańska dwoma dekretami z 1844 i 1847 przywróciła Godoyowi większość dóbr i tytułów. Godoy mógł wrócić do ojczyzny, lecz mający prawie 80 lat minister już się na to nie zdecydował.
Pepita Tudó zmarła w 1869 w swoim madryckim mieszkaniu przy ulicy Fuencarral, gdy jej suknia zajęła się ogniem z paleniska; zmarła na skutek powstałych oparzeń. Miała 90 lat, została pochowana na cmentarzu św. Izydora w Madrycie.

## Pepita w sztuce
Wielu krytyków sztuki uważa, że to Pepita Tudó pozowała do jednego z najbardziej znanych portretów pędzla Francisca Goi, wykonanego w dwóch wersjach – Maja naga i Maja ubrana. Oba portrety powstały na zamówienie Godoya – najpierw akt (przed 1800), a kilka lat później wersja ubrana. Robert Hughes podejrzewa, że twarz modelki na obrazie została później zmieniona tak, aby nie przypominała Pepity. Pepita i Goya ponownie spotkali się na wygnaniu podczas krótkiej wizyty malarza w Paryżu w 1825.
|  |  |

Hiszpański dramaturg Ceferino Palencia napisał w 1901 powieść Pepita Tudó inspirowaną tą postacią. W 1999 na podstawie powieści Antonia Larrety powstał film Volavérunt (jest to również tytuł jednej z grafik Goi) w reżyserii Bigasa Luny, w którym rolę Pepity Tudó zagrała Penélope Cruz.